# 320-talet f.Kr.

## Händelser
- 326-321 f.Kr. och 316-304 f.Kr. - Andra samniterkriget utkämpas.

## Födda
- 324 f.Kr. – Antiochos I, kung av Seleukidiska riket.
- 323 f.Kr. – Alexander IV av Makedonien, kung av Makedonien.
- 320 f.Kr. – Bindusara, kung av Mauryariket.

## Avlidna
- 329 f.Kr. – Bessos, kung av Perserriket.
- 10 juni 323 f.Kr. – Alexander den store, kung av Makedonien.
- 322 f.Kr. – Aristoteles, grekisk filosof.